# Jogos Sul-Asiáticos de 1995
Os Jogos Sul-Asiáticos de 1995 foram a sétima edição do evento multiesportivo, realizado em Chennai, na Índia.

## Países participantes
Sete países participaram do evento:
- Bangladesh
- Butão
- Índia
- Maldivas
- Nepal
- Paquistão
- Sri Lanka

## Modalidades
Treze modalidades foram disputadas nesta edição dos Jogos:[carece de fontes?]
| - Atletismo - Basquetebol - Boxe - Futebol - Halterofilismo - Hóquei sobre grama - Kabaddi | - Lutas - Natação - Tênis - Tênis de mesa - Tiro - Voleibol |

## Quadro de medalhas
País sede destacado.
| Ordem | País       | Medalha de ouro | Medalha de prata | Medalha de bronze |     |
| ----- | ---------- | --------------- | ---------------- | ----------------- | --- |
| 1     | Índia      | 106             | 60               | 19                | 185 |
| 2     | Sri Lanka  | 16              | 25               | 53                | 94  |
| 3     | Bangladesh | 11              | 19               | 32                | 62  |
| 4     | Paquistão  | 10              | 33               | 36                | 79  |
| 5     | Nepal      | 7               | 17               | 34                | 58  |
| 6     | Butão      |                 |                  | 2                 | 2   |
| 7     | Maldivas   |                 |                  | 1                 | 1   |
| TOTAL | TOTAL      | 150             | 154              | 177               | 481 |